# 下郷村 (大分県)
下郷村（しもごうむら）は、大分県下毛郡にあった村。現在の中津市の一部にあたる。

## 地理
鹿熊山の西、山国川流域の山間部に位置していた。

## 歴史
- 1889年（明治22年）4月1日、町村制の施行により、下毛郡大島村、金吉村、樋山路村、宮園村が合併して村制施行し、下郷村が発足[1][2]。旧村名を継承した大島、金吉、樋山路、宮園の4大字を編成[2]。
- 1951年（昭和26年）4月1日、下毛郡津民村、山移村と合併し、中耶馬溪村を新設して廃止された[1][2]。

## 産業
- 農業、木炭[2]

## 交通

### 鉄道
- 1924年（大正13年）耶馬渓鉄道（のち大分交通耶馬渓線）耶鉄柿坂～守実間が開通し下郷駅開設[2]。